# ام‌وی اسکانتیک
ام‌وی اسکانتیک (به انگلیسی: MV Scantic) یک کشتی بود که طول آن ۴۲٫۵۲ متر (۱۳۹ فوت ۶ اینچ) بود. این کشتی در سال ۱۹۳۶ ساخته شد.